# Merritt Giffin
Merritt Hayward Giffin (né le 20 août 1887 et décédé le 11 juillet 1911 à Joliet) est un athlète américain spécialiste du lancer du disque. Affilié au Chicago Athletic Association, il mesurait 1,86 m pour 84 kg.

## Biographie

### Palmarès
| Date | Compétition           | Lieu    | Résultat | Performance |
| ---- | --------------------- | ------- | -------- | ----------- |
| 1908 | Jeux olympiques d'été | Londres | 2e       | 40,77 m     |

### Records
| Épreuve          | Performance | Lieu | Date |
| ---------------- | ----------- | ---- | ---- |
| Lancer du disque | 42,06 m     |      | 1908 |